# Пол МакЕюен
Пол МакЕюен (англ. Paul McEuen) — американський фізик. Здобув ступінь бакалавра з інженерної фізики в Університеті штату Оклахома в 1985 році, доктор філософії у прикладній фізиці в Єльському університеті (1991). У 1990—1991 роках постдок в Массачусетському технологічному інститут, пізніше був професором Каліфорнійського університету в Берклі. З 2001 року професор фізики Голдвіна Сміта в Корнелльському університеті. Він є одним із світових експертів з вуглецевих нанотрубок 

## Нагороди та визнання
- 1992—1995: стипендія молодому досліднику від Управління морських досліджень[en]
- 1992—1994: фелло Фундації Альфреда Слоуна
- 1992—1997: фелло Фонду Девіда та Люсіль Паккард[en]
- 1993—1998: Національна стипендія молодому досліднику
- 1997: Нагорода за видатні досягнення Національної лабораторії ім. Лоуренса в Берклі
- 1999: Міждисциплінарний науковий співробітник Фонду Паккард
- 2001: Премія «Єврофізика»
- 2003: член Американського фізичного товариства
- 2011: член Національної академії наук США
- 2015: член Американської академії мистецтв і наук
- 2017: Thomson Reuters Citation Laureates